# Gărzile Roșii (China)
În Republica Populară Chineză, Gărzile Roșii (红卫兵 în chineză, Hóng Wèi Bīng în transliterarea pinyin) au fost o mișcare în masă de civili, mai ales studenți și tineri, care au fost mobilizați de Mao Zedong și aliații săi pentru a învinge inamicii lor ca parte din Revoluția Culturală, o luptă de putere care a avut loc în China între 1966 și 1976.
Gărzile Roșii au fost inițial sub controlul Grupului Revoluției Culturale al Partidului Comunist Chinez, condus de aliații principali al lui Mao, Lin Biao și Jiang Qing. În scurt timp, Gărzile au scăpat sub controlul acestora și s-au împărțit în diverse facțiuni, ciocnindu-se între ele și ducând țara aproape de război civil până în 1969. Gărzile Roșii totuși au avut succes în a scoate de la putere lideri văzuți de Mao ca ducând China înapoi spre capitalism și fiind „anti-revoluționari”. Gărzile sunt acuzate, totuși, pentru crime grave împotriva poporului chinez, fiind responsabili, ca parte din Revoluția Culturală, pentru moartea a milioane de persoane.